# Villars-le-Pautel
Villars-le-Pautel ist eine französische Gemeinde im Département Haute-Saône in der Region Bourgogne-Franche-Comté.

## Geographie
Villars-le-Pautel liegt auf einer Höhe von 240 m über dem Meeresspiegel, acht Kilometer nordnordöstlich von Jussey und etwa 35 Kilometer nordnordwestlich der Stadt Vesoul (Luftlinie). Das Dorf erstreckt sich im äußersten Nordwesten des Departements, westlich des Saônetals im Tal der Bazeuille, auf einer Verebnungsfläche am Südfuß der Hügel des Bois Saint-Julien.
Die Fläche des 12,18 km² großen Gemeindegebiets umfasst einen Abschnitt im Bereich des oberen Saônetals. Der zentrale Teil des Gebietes wird von der Mulde des Ruisseau de la Bazeuille eingenommen, der für die Entwässerung nach Südosten zur Saône sorgt. Die Talniederung liegt durchschnittlich auf 230 m und weist eine Breite von ungefähr einem Kilometer auf. Landwirtschaftliche Nutzung herrscht hier vor.
Flankiert wird die Mulde im Westen vom Bois des Cornées, im Nordwesten vom Haut du Pleuvre und im Norden von den Höhen des Bois Saint-Julien (338 m). Die östliche Abgrenzung wird durch das Tälchen des Ruisseau des Vaux, eines Seitenbachs der Bazeuille, markiert. Südlich des Bazeuille-Tals steigt der Hang rasch zum bewaldeten Höhenrücken des Donnet an. Auf dessen Ostabdachung wird mit 342 m die höchste Erhebung von Villars-le-Pautel erreicht. In geologisch-tektonischer Hinsicht besteht das Gelände aus einer Wechsellagerung von sandig-mergeligen und kalkigen Sedimenten, die zur Hauptsache während der Lias (Unterjura) abgelagert wurden. An einigen Orten tritt Muschelkalk aus der Trias zutage.
Nachbargemeinden von Villars-le-Pautel sind Jonvelle und Bourbévelle im Norden, Aisey-et-Richecourt im Osten, Betaucourt im Süden sowie Blondefontaine und Enfonvelle im Westen.

## Geschichte
Im Mittelalter gehörte Villars zur Freigrafschaft Burgund und darin zum Gebiet des Bailliage d’Amont. Die lokale Herrschaft hatten teils die Herren von Jonvelle, teils die Herren von Villars-Saint-Marcellin inne. Zusammen mit der Franche-Comté gelangte das Dorf mit dem Frieden von Nimwegen 1678 definitiv an Frankreich. Heute ist Villars-le-Pautel Mitglied des 17 Ortschaften umfassenden Gemeindeverbandes Communauté de communes du Pays Jusséen.

### Bevölkerungsentwicklung
| Jahr                       | 1962 | 1968 | 1975 | 1982 | 1990 | 1999 | 2006 | 2015 |
| Einwohner                  | 253  | 229  | 210  | 180  | 178  | 178  | 154  | 193  |
| Quellen: Cassini und INSEE |      |      |      |      |      |      |      |      |

Mit 180 Einwohnern (1. Januar 2022) gehört Villars-le-Pautel zu den kleinen Gemeinden des Département Haute-Saône. Nachdem die Einwohnerzahl in der ersten Hälfte des 20. Jahrhunderts markant abgenommen hatte (1881 wurden noch 833 Personen gezählt), wurden seit Beginn der 1980er Jahre nur noch relativ geringe Schwankungen verzeichnet.

## Sehenswürdigkeiten
Die einschiffige Dorfkirche Sainte-Marie-Madeleine in Villars-le-Pautel wurde im 19. Jahrhundert neu erbaut und besitzt einen Glockenturm im Imperialstil. Sie beherbergt eine bemalte Pietà aus Holz (16. Jahrhundert) sowie verschiedene Gemälde und Statuen aus dem 18. Jahrhundert. Zwei Calvaires stammen aus dem 17. und 18. Jahrhundert. Auf dem Dorfplatz steht ein ovaler Brunnen mit monumentaler Säule (19. Jahrhundert); im Weiteren gibt es zwei überdachte Lavoirs, die einst als Waschhaus und Viehtränke dienten. Auf freiem Feld westlich des Ortes befindet sich die Kapelle Notre-Dame de Pitié (19. Jahrhundert).

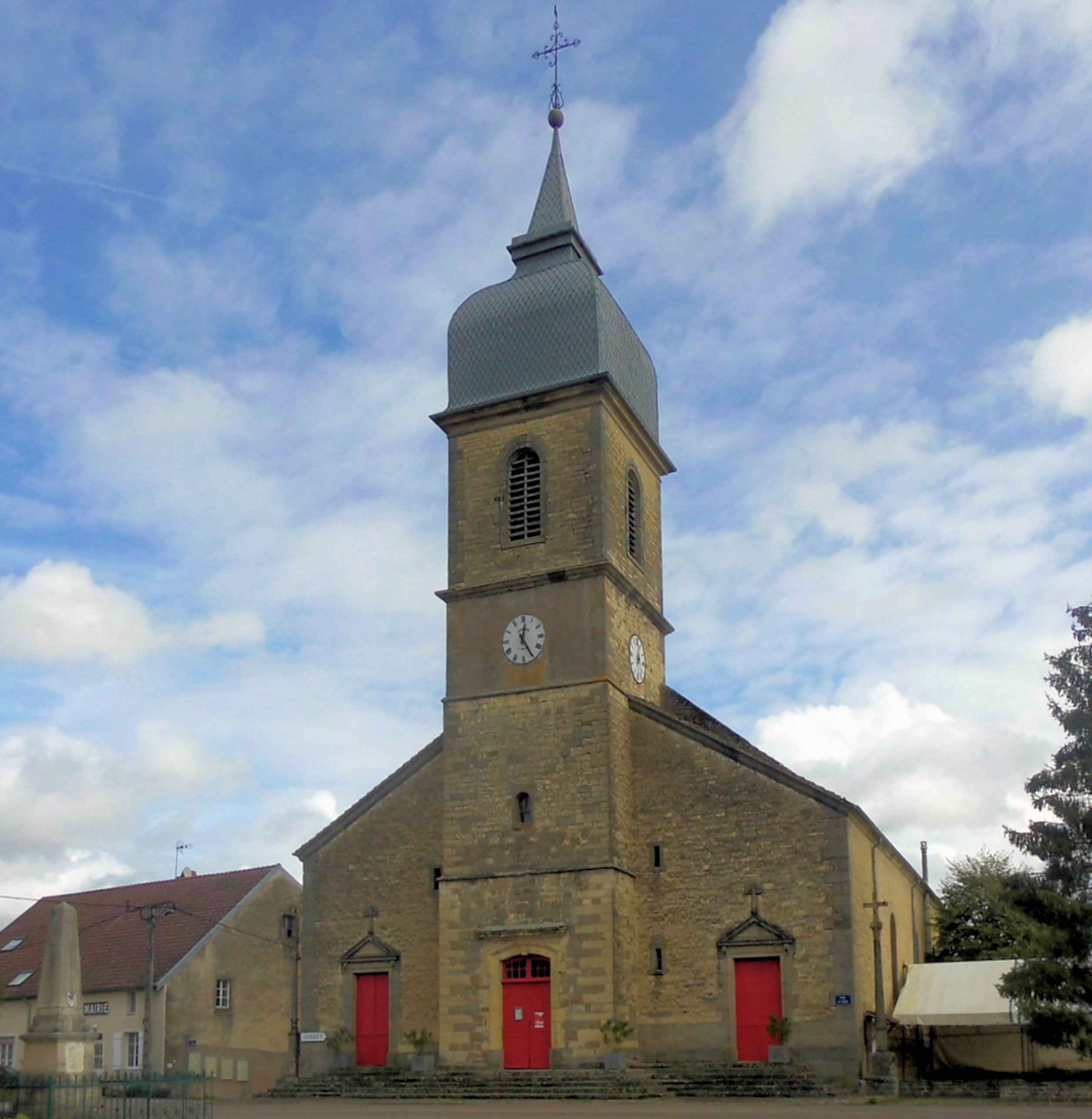
Kirche Sainte-Marie-Madeleine
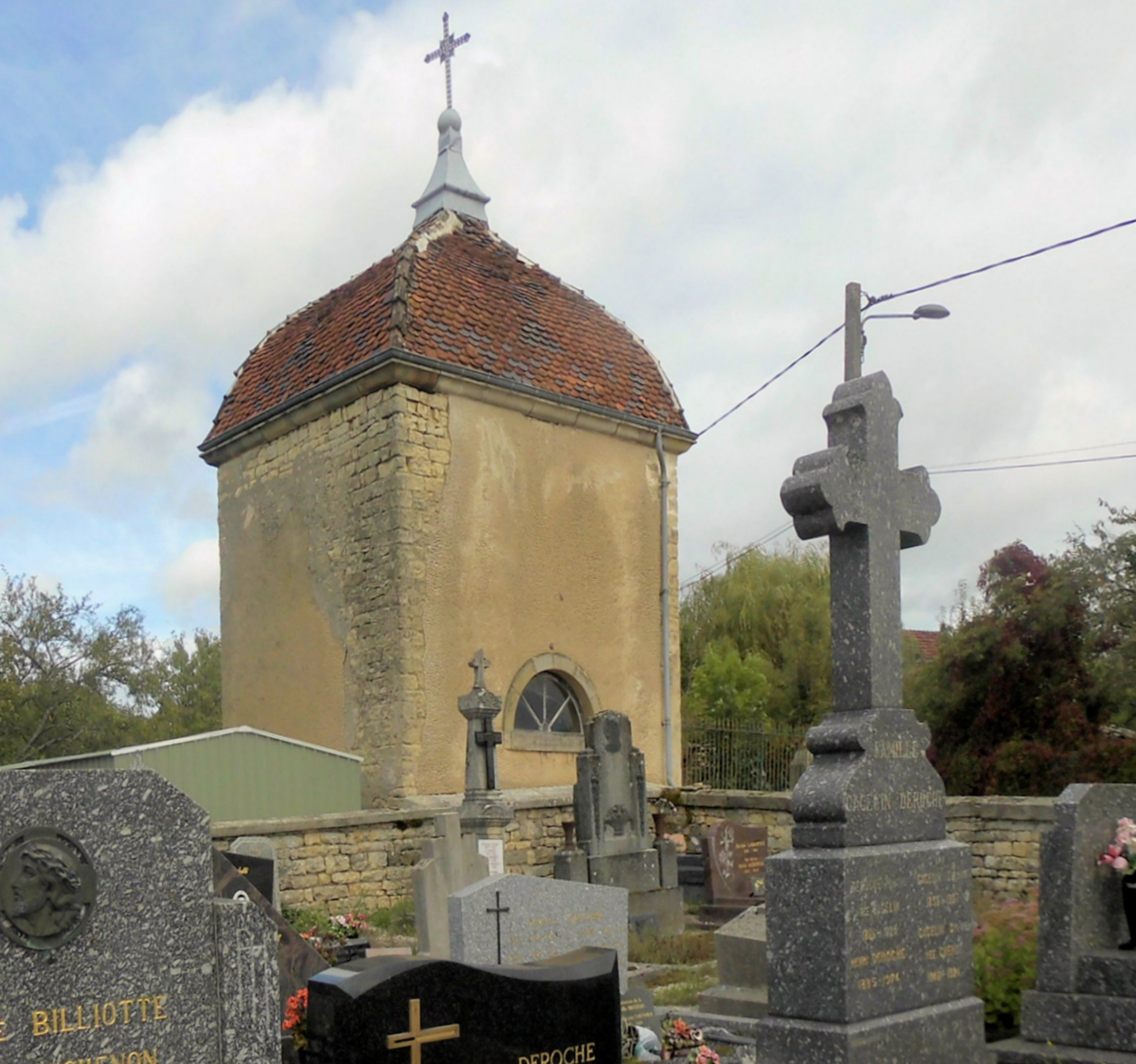
Friedhofskapelle „Drouhin Dechanet“
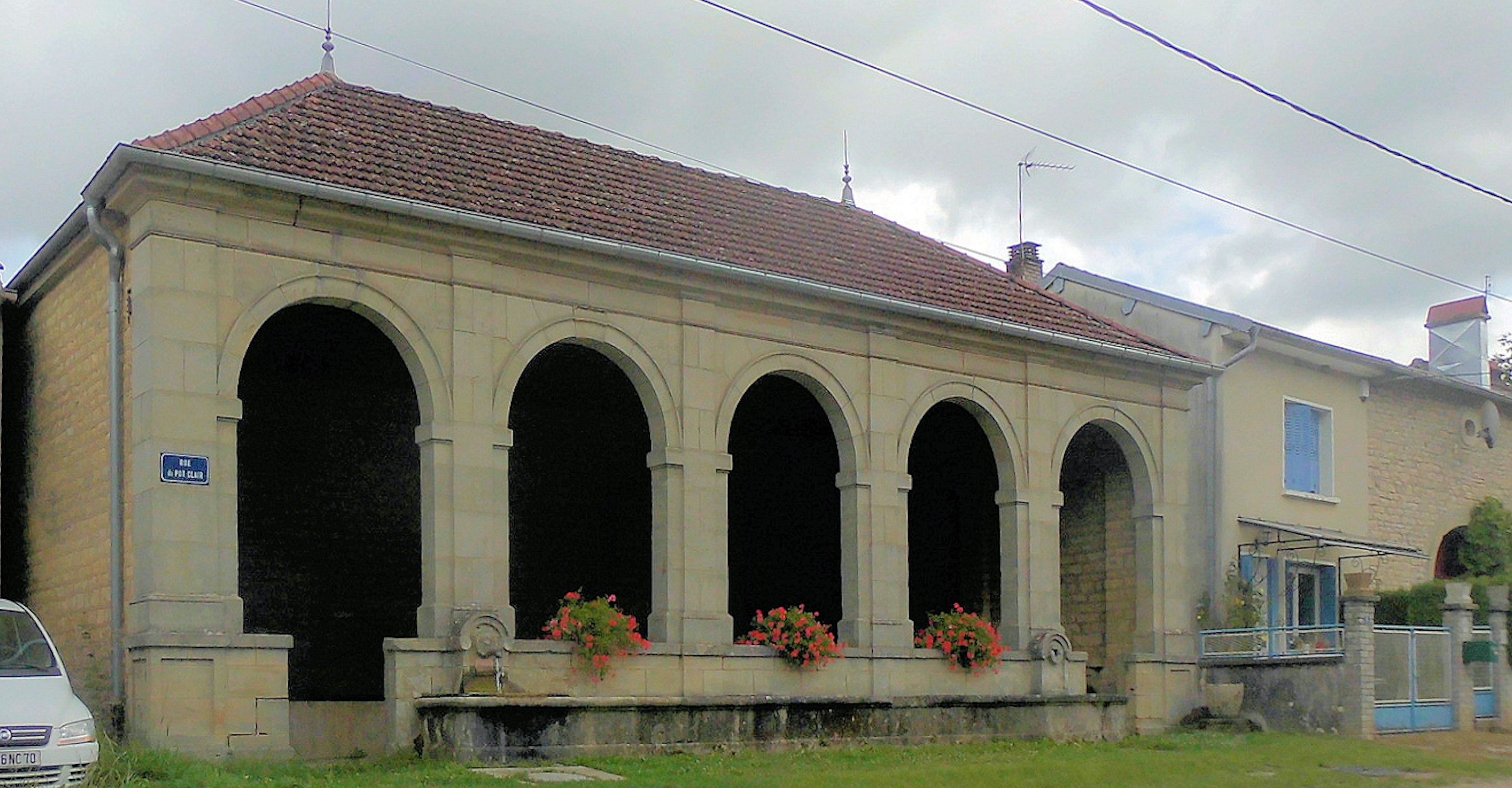
Lavoir an der Rue du Pot Clair
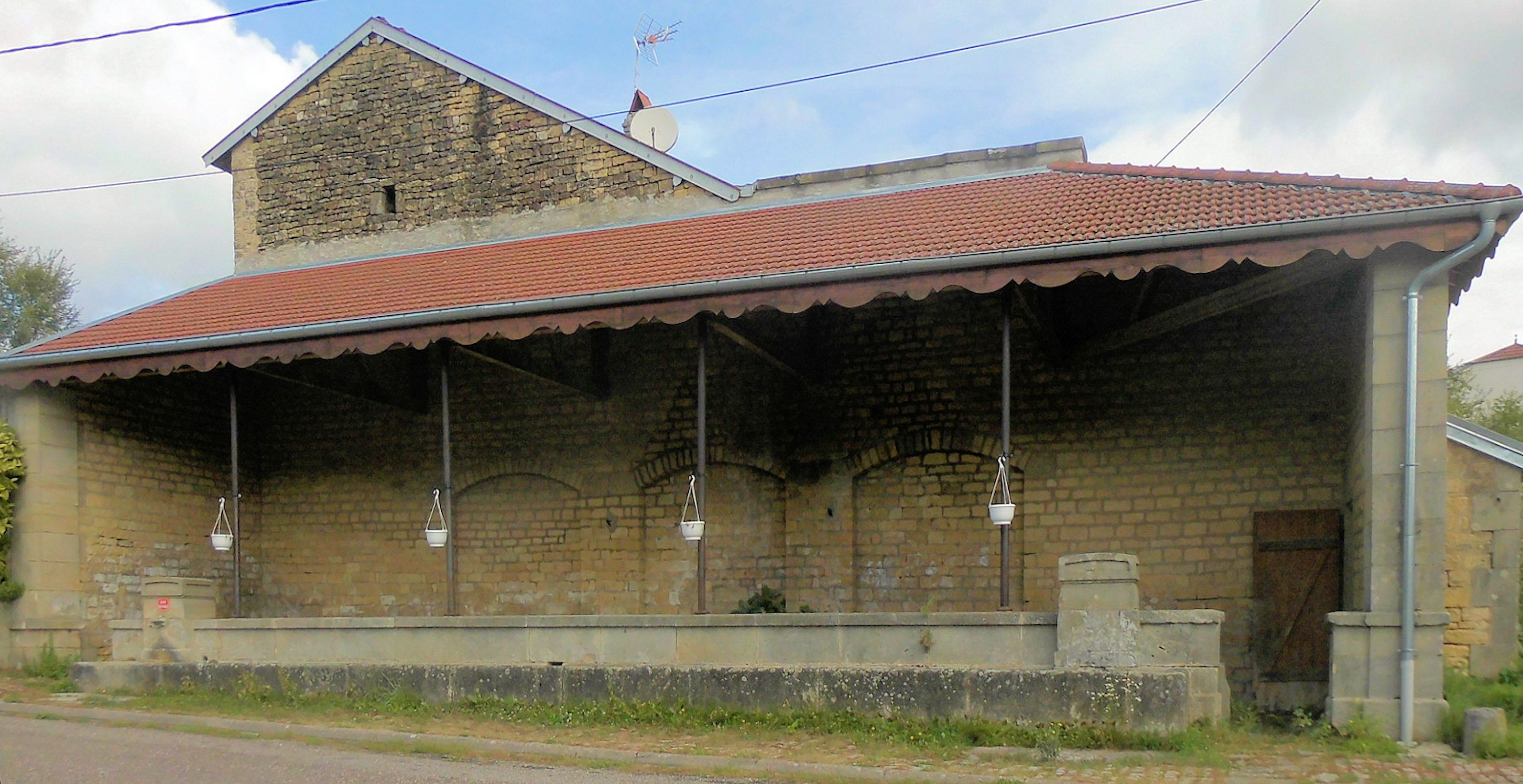
Lavoir an der Rue de la Chavanne
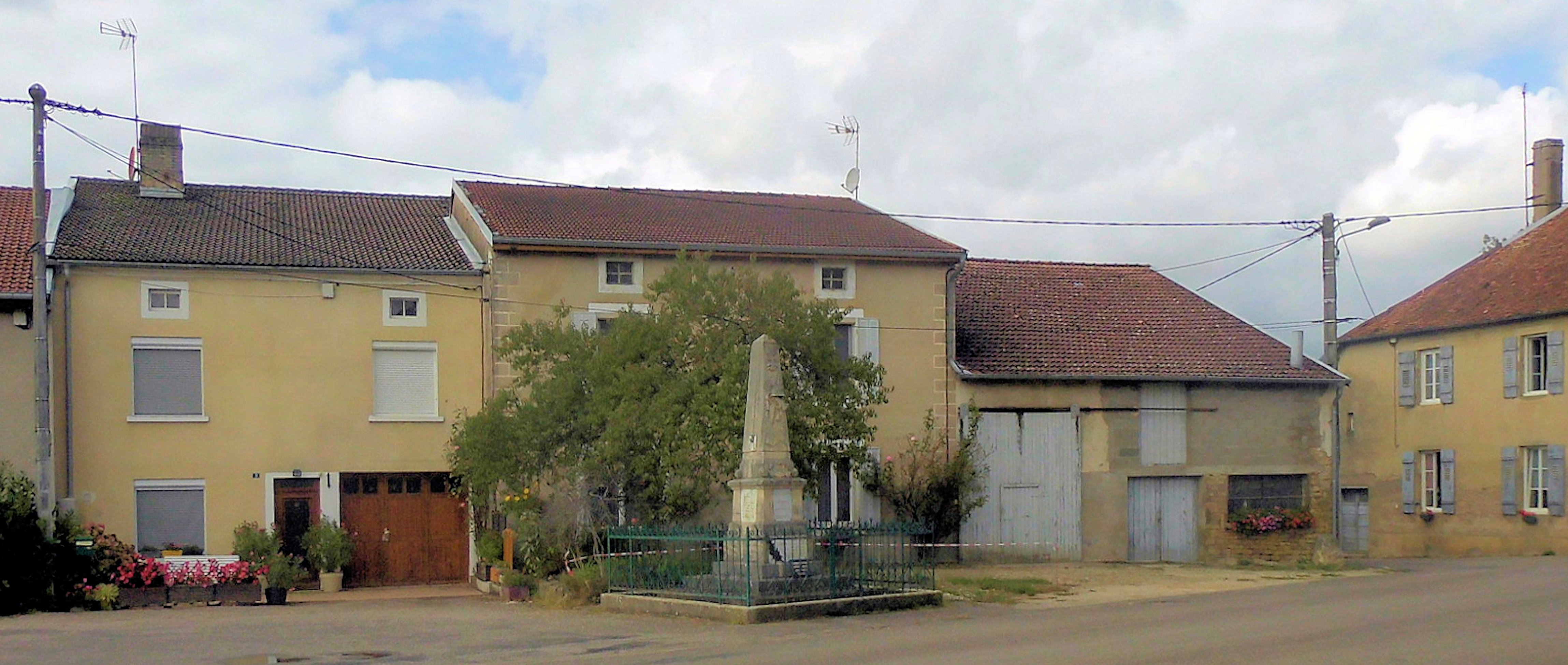
Gefallenendenkmal

## Wirtschaft und Infrastruktur
Villars-le-Pautel war bis weit ins 20. Jahrhundert hinein ein vorwiegend durch die Landwirtschaft (Ackerbau, Weinbau und Viehzucht) und die Forstwirtschaft geprägtes Dorf. Die Wasserkraft der Bazeuille wurde früher für den Betrieb von Mühlen genutzt. Heute gibt es einige Betriebe des lokalen Kleingewerbes. In den letzten Jahrzehnten hat sich das Dorf zu einer Wohngemeinde gewandelt. Viele Erwerbstätige sind deshalb Wegpendler, die in den größeren Ortschaften der Umgebung ihrer Arbeit nachgehen.
Der Ort liegt abseits der größeren Durchgangsachsen an einer Departementsstraße, die von Aisey nach Blondefontaine führt. Weitere Straßenverbindungen bestehen mit Enfonvelle, Jonvelle und Bourbévelle.